# Neuvième district congressionnel de Géorgie
Le 9e district congressionnel de Géorgie est un district de l'État américain de Géorgie. Le district est représenté par le Républicain Andrew Clyde, qui a succédé à son compatriote Républicain Doug Collins. Le district est principalement de caractère rural et exurbain, bien qu'il s'étende dans les comtés de Hall (où se trouve la plus grande ville du district, Gainesville) et Gwinnett à la périphérie nord d'Atlanta. 
Le quartier a une forte tendance républicaine. Donald Trump a remporté le district avec près de 78 % des voix en 2016, sa quatrième meilleure performance au pays. Avec un indice CPVI de R + 22, c'est un des districts les plus républicains de Géorgie. Le disrict a rapidement glisser dans le camp Républicain depuis que le Représentant et futur Gouverneur Nathan Deal a changé de parti en 1995. Aucun candidat Démocrate dans le district n'a franchi la barre des 40 %, et un seul démocrate a remporté jusqu'à 30 %.
Les républicains ne sont pas moins dominants au niveau étatique et local. Alors même que le district devenait de plus en plus républicain au niveau national (Jimmy Carter est le seul candidat démocrate à la présidentielle à remporter le district depuis 1960), les démocrates conservateurs occupaient encore la plupart des postes locaux jusque dans les années 1990. Cependant, après le changement de parti de Deal, les républicains ont progressivement érodé l'avantage démocrate, avec l'aide d'autres changeurs de parti. Aujourd'hui, il n'y a presque pas de démocrates élus au-dessus du niveau du comté. 
Une grande partie de ce district était le 10e district de 2003 à 2007 ; il est redevenu le 9e dans un redécoupage au milieu de la décennie.
Le Républicain Doug Collins, après quatre mandats, a annoncé en janvier 2020 qu'il se présenterait comme Sénateur des États-Unis. Collins a terminé en troisième position, derrière la sortante Kelly Loeffler et son opposant Démocrate Raphael Warnock.

## Géographie

### 2003 - 2013
- Catoosa
- Dade
- Dawson
- Fannin
- Forsyth (en partie, voir aussi le 7e district)
- Gilmer
- Gordon (en partie, voir aussi le 11e district)
- Harbersham
- Hall
- Jackson
- Lumpkin
- Murray
- Pickens
- Union
- White
- Walker
- Whitfield

### 2013 - 2023
- Banks
- Clarke (en partie, voir aussi le 10e district)
- Dawson
- Elbert
- Fannin
- Forsyth (en partie, voir aussi le 7e district)
- Franklin
- Gilmer
- Harbersham
- Hall
- Hart
- Jackson
- Lumpkin
- Madison
- Pickens (en partie)
- Stephens
- Towns
- Union
- White

### Composition actuelle
| #   | Comté      | Siège         | Population |
| --- | ---------- | ------------- | ---------- |
| 11  | Banks      | Homer         | 19 789     |
| 111 | Fannin     | Blue Ridge    | 25 955     |
| 119 | Franklin   | Carnesville   | 24 782     |
| 123 | Gilmer     | Ellijay       | 32 860     |
| 135 | Gwinnett   | Lawrenceville | 983 526    |
| 137 | Harbersham | Clarkesville  | 48 757     |
| 139 | Hall       | Gainesville   | 217 267    |
| 147 | Hart       | Hartwell      | 27 556     |
| 187 | Lumpkin    | Dahlonega     | 35 258     |
| 241 | Rabun      | Clayton       | 17 442     |
| 257 | Stephens   | Toccoa        | 27 228     |
| 281 | Towns      | Hiawassee     | 13 035     |
| 291 | Union      | Blairsville   | 27 124     |
| 311 | White      | Cleveland     | 29 026     |

### Villes de 10 000 habitants ou plus
- Gainesville - 42 296
- Lawrenceville - 30 629
- Sugar Hill - 25 076
- Suwanee - 20 786
- Buford - 17 144
- Braselton - 13 403

### Villes de 2 500-10 000 habitants
- Flowery Branch - 9 391
- Toccoa - 9 133
- Dahlonega - 7 537
- Auburn - 7 495
- Oakwood - 4 822
- Cornelia - 4 503
- Hartwell - 4 470
- Baldwin - 3,629
- Cleveland - 3 514
- Lula - 2 822
- Raoul - 2 803
- Reed Creek - 2 604

## Historique de vote
| Année | Poste     | Résultats              |
| ----- | --------- | ---------------------- |
| 2000  | Président | Bush 69,0 % - 28,0 %   |
| 2004  | Président | Bush 77,0 % - 23,0 %   |
| 2008  | Président | McCain 74,7 % - 24,3 % |
| 2012  | Président | Romney 78,1 % - 20,5 % |
| 2016  | Président | Trump 77,8 % - 19,3 %  |
| 2020  | Président | Trump 76,0 % - 22 %    |

## Liste des Représentants du district
| Membre                   | Parti                      | Années                          | Congrès     | Histoire électorale |
| ------------------------ | -------------------------- | ------------------------------- | ----------- | --- |
| District établit en 1873 |                            |                                 |             | |
| Hiram P. Bell (en)       | Démocrate                  | 4 mars 1873 - 3 mars 1875       | 43e         | Élu en 1872. |
| Vacant                   | Vacant                     | 3 mars 1875 - 5 mai 1875        | 44e         | Garnett McMillan (D) fut élu en 1874 mais décéda le 14 janvier 1875. |
| Benjamin H. Hill (en)    | Démocrate                  | 5 mai 1875 - 3 mars 1877        | 44e         | Élu pour terminer le mandat de McMillan. Réélu en 1876. Démissionne lorsqu'élu Sénateur des États-Unis.                                                                                          |
| Vacant                   | Vacant                     | 3 mars 1877 - 13 mars 1877      | 45e         | |
| Hiram P. Bell (en)       | Démocrate                  | 13 mars 1877 - 3 mars 1879      | 45e         | Élu pour terminer le mandat de Hill. perd sa réélection. |
| Emory Speer (en)         | Démocrate Indépendant (en) | 4 mars 1879 - 3 mars 1883       | 46e , 47e   | Élu en 1878. Réélu en 1880. |
| Allen D. Candler (en)    | Démocrate                  | 4 mars 1883 - 3 mars 1891       | 48e - 51e   | Élu en 1882. Réélu en 1884. Réélu en 1886. Réélu en 1888. |
| Thomas E. Winn (en)      | Démocrate                  | 4 mars 1891 - 3 mars 1893       | 52e         | Élu en 1890. |
| Farish C. Tate (en)      | Démocrate                  | 4 mars 1893 - 3 mars 1905       | 53e - 58e   | Élu en 1892. Réélu en 1894. Réélu en 1896. Réélu en 1898. Réélu en 1900. Réélu en 1902. |
| Thomas M. Bell (en)      | Démocrate                  | 4 mars 1905 - 3 mars 1931       | 59e - 61e   | Élu en 1904. Réélu en 1906. Réélu en 1908. Réélu en 1910. Réélu en 1912. Réélu en 1914. Réélu en 1916. Réélu en 1918. Réélu en 1920. Réélu en 1922. Réélu en 1924. Réélu en 1926. Réélu en 1928. |
| John S. Wood (en)        | Démocrate                  | 4 mars 1931 - 3 janvier 1935    | 72e , 73e   | Élu en 1930. Réélu en 1932. |
| B. Frank Whelchel (en)   | Démocrate                  | 3 janvier 1935 - 3 janvier 1945 | 74e - 78e   | Élu en 1934. Réélu en 1936. Réélu en 1938. Réélu en 1940. Réélu en 1942. |
| John S. Wood (en)        | Démocrate                  | 3 janvier 1945 - 3 janvier 1953 | 79e - 82e   | Élu en 1944. Réélu en 1946. Réélu en 1948. Réélu en 1950. |
| Phillip M. Landrum (en)  | Démocrate                  | 3 janvier 1953 - 3 janvier 1977 | 83e - 94e   | Élu en 1952. Réélu en 1954. Réélu en 1956. Réélu en 1958. Réélu en 1960. Réélu en 1962. Réélu en 1964. Réélu en 1966. Réélu en 1968. Réélu en 1970. Réélu en 1972. Réélu en 1974.                |
| Ed Jenkins (en)          | Démocrate                  | 3 janvier 1977 - 3 janvier 1993 | 95e - 102e  | Élu en 1976. Réélu en 1978. Réélu en 1980. Réélu en 1982. Réélu en 1984. Réélu en 1986. Réélu en 1988. Réélu en 1990.                                                                            |
| Nathan Deal              | Démocrate                  | 3 janvier 1993 - 10 avril 1995  | 103e - 107e | Élu en 1992. Réélu en 1994. Réélu en 1996. Réélu en 1998. Réélu en 2000. Redécoupage vers le 10e district.                                                                                       |
| Nathan Deal              | Républicain                | 10 avril 1995 - 3 janvier 2003  | 103e - 107e | Élu en 1992. Réélu en 1994. Réélu en 1996. Réélu en 1998. Réélu en 2000. Redécoupage vers le 10e district.                                                                                       |
| Charlie Norwood (en)     | Républicain                | 3 janvier 2003 - 3 janvier 2007 | 108e , 109e | Redécoupage depuis le 10e district et réélu en 2002. Réélu en 2004 Redécoupage vers le 10e district.                                                                                             |
| Nathan Deal              | Républicain                | 3 janvier 2007 - 21 mars 2010   | 110e ,111e  | Redécoupage depuis le 10e district et réélu en 2006. Réélu en 2008. Démissionne pour se présenter comme Gouverneur de Géorgie.                                                                   |
| Vacant                   | Vacant                     | 21 mars 2010 - 8 juin 2010      | 111e        | |
| Tom Graves               | Républicain                | 8 juin 2010 - 3 janvier 2013    | 111e , 112e | Élu pour terminer le mandat de Deal. Réélu en 2010. Redécoupage vers le 14e district. |
| Doug Collins             | Républicain                | 3 janvier 2013 - 3 janvier 2021 | 113e , 116e | Élu en 2012. Réélu en 2014. Réélu en 2016. Réélu en 2018. Retrait pour se présenter comme Sénateur des États-Unis.                                                                               |
| Andrew Clyde             | Républicain                | 3 janvier 2021 - Présent        | 117e , 118e | Élu en 2020. Réélu en 2022. |

## Résultats des récentes élections
Voici le résultats des dix précédents cycles électoraux dans le district.

### 2004
| Élection de 2004 du 9e district congressionnel de Géorgie | Élection de 2004 du 9e district congressionnel de Géorgie | Élection de 2004 du 9e district congressionnel de Géorgie | Élection de 2004 du 9e district congressionnel de Géorgie | Élection de 2004 du 9e district congressionnel de Géorgie |
| --------------------------------------------------------- | --------------------------------------------------------- | --------------------------------------------------------- | --------------------------------------------------------- | --------------------------------------------------------- |
| Parti                                                     | Parti                                                     | Candidat                                                  | Votes                                                     | %                                                         |
|                                                           | Républicain                                               | Charlie Norwood (en)                                      | 197 869                                                   | 74,29                                                     |
|                                                           | Démocrate                                                 | Bob Ellis                                                 | 68 462                                                    | 25,71                                                     |
| Total des votes                                           | Total des votes                                           | Total des votes                                           | 266 331                                                   | 100 %                                                     |
|                                                           | Les Républicains conservent                               |                                                           |                                                           |                                                           |

### 2006
| Élection de 2006 du 9e district congressionnel de Géorgie | Élection de 2006 du 9e district congressionnel de Géorgie | Élection de 2006 du 9e district congressionnel de Géorgie | Élection de 2006 du 9e district congressionnel de Géorgie | Élection de 2006 du 9e district congressionnel de Géorgie |
| --------------------------------------------------------- | --------------------------------------------------------- | --------------------------------------------------------- | --------------------------------------------------------- | --------------------------------------------------------- |
| Parti                                                     | Parti                                                     | Candidat                                                  | Votes                                                     | %                                                         |
|                                                           | Républicain                                               | Nathan Deal (sortant)                                     | 128 685                                                   | 76,63                                                     |
|                                                           | Démocrate                                                 | John Bradbury                                             | 39 240                                                    | 23,37                                                     |
| Total des votes                                           | Total des votes                                           | Total des votes                                           | 167 925                                                   | 100 %                                                     |
|                                                           | Les Républicains conservent                               |                                                           |                                                           |                                                           |

### 2008
| Élection de 2008 du 9e district congressionnel de Géorgie | Élection de 2008 du 9e district congressionnel de Géorgie | Élection de 2008 du 9e district congressionnel de Géorgie | Élection de 2008 du 9e district congressionnel de Géorgie | Élection de 2008 du 9e district congressionnel de Géorgie |
| --------------------------------------------------------- | --------------------------------------------------------- | --------------------------------------------------------- | --------------------------------------------------------- | --------------------------------------------------------- |
| Parti                                                     | Parti                                                     | Candidat                                                  | Votes                                                     | %                                                         |
|                                                           | Républicain                                               | Nathan Deal (sortant)                                     | 217 493                                                   | 75,51                                                     |
|                                                           | Démocrate                                                 | Jeff Scott                                                | 70 537                                                    | 24,49                                                     |
| Total des votes                                           | Total des votes                                           | Total des votes                                           | 288 030                                                   | 100 %                                                     |
|                                                           | Les Républicains conservent                               |                                                           |                                                           |                                                           |

### 2010 (Spéciale)
| Élection Spéciale de 2010 du 9e district congressionnel de Géorgie | Élection Spéciale de 2010 du 9e district congressionnel de Géorgie | Élection Spéciale de 2010 du 9e district congressionnel de Géorgie | Élection Spéciale de 2010 du 9e district congressionnel de Géorgie | Élection Spéciale de 2010 du 9e district congressionnel de Géorgie |
| ------------------------------------------------------------------ | ------------------------------------------------------------------ | ------------------------------------------------------------------ | ------------------------------------------------------------------ | ------------------------------------------------------------------ |
| Parti                                                              | Parti                                                              | Candidat                                                           | Votes                                                              | %                                                                  |
|                                                                    | Républicain                                                        | Tom Graves                                                         | 22 694                                                             | 56,4                                                               |
|                                                                    | Républicain                                                        | Lee Hawkins                                                        | 17 509                                                             | 43,6                                                               |
| Total des votes                                                    | Total des votes                                                    | Total des votes                                                    | 40 203                                                             | 100 %                                                              |
|                                                                    | Les Républicains conservent                                        |                                                                    |                                                                    |                                                                    |

### 2010
| Élection de 2010 du 9e district congressionnel de Géorgie | Élection de 2010 du 9e district congressionnel de Géorgie | Élection de 2010 du 9e district congressionnel de Géorgie | Élection de 2010 du 9e district congressionnel de Géorgie | Élection de 2010 du 9e district congressionnel de Géorgie |
| --------------------------------------------------------- | --------------------------------------------------------- | --------------------------------------------------------- | --------------------------------------------------------- | --------------------------------------------------------- |
| Parti                                                     | Parti                                                     | Candidat                                                  | Votes                                                     | %                                                         |
|                                                           | Républicain                                               | Tom Graves (sortant)                                      | 173 512                                                   | 100                                                       |
| Total des votes                                           | Total des votes                                           | Total des votes                                           | 173 512                                                   | 100 %                                                     |
|                                                           | Les Républicains conservent                               |                                                           |                                                           |                                                           |

### 2012
| Élection de 2012 du 9e district congressionnel de Géorgie | Élection de 2012 du 9e district congressionnel de Géorgie | Élection de 2012 du 9e district congressionnel de Géorgie | Élection de 2012 du 9e district congressionnel de Géorgie | Élection de 2012 du 9e district congressionnel de Géorgie |
| --------------------------------------------------------- | --------------------------------------------------------- | --------------------------------------------------------- | --------------------------------------------------------- | --------------------------------------------------------- |
| Parti                                                     | Parti                                                     | Candidat                                                  | Votes                                                     | %                                                         |
|                                                           | Républicain                                               | Doug Collins                                              | 192 101                                                   | 76,18                                                     |
|                                                           | Démocrate                                                 | Jody Cooley                                               | 60 052                                                    | 23,82                                                     |
| Total des votes                                           | Total des votes                                           | Total des votes                                           | 252 153                                                   | 100 %                                                     |
|                                                           | Les Républicains conservent                               |                                                           |                                                           |                                                           |

### 2014
| Élection de 2014 du 9e district congressionnel de Géorgie | Élection de 2014 du 9e district congressionnel de Géorgie | Élection de 2014 du 9e district congressionnel de Géorgie | Élection de 2014 du 9e district congressionnel de Géorgie | Élection de 2014 du 9e district congressionnel de Géorgie |
| --------------------------------------------------------- | --------------------------------------------------------- | --------------------------------------------------------- | --------------------------------------------------------- | --------------------------------------------------------- |
| Parti                                                     | Parti                                                     | Candidat                                                  | Votes                                                     | %                                                         |
|                                                           | Républicain                                               | Doug Collins (sortant)                                    | 146 059                                                   | 80,67                                                     |
|                                                           | Démocrate                                                 | David Vogel                                               | 34 988                                                    | 19,33                                                     |
| Total des votes                                           | Total des votes                                           | Total des votes                                           | 181 047                                                   | 100 %                                                     |
|                                                           | Les Républicains conservent                               |                                                           |                                                           |                                                           |

### 2016
| Élection de 2016 du 9e district congressionnel de Géorgie | Élection de 2016 du 9e district congressionnel de Géorgie | Élection de 2016 du 9e district congressionnel de Géorgie | Élection de 2016 du 9e district congressionnel de Géorgie | Élection de 2016 du 9e district congressionnel de Géorgie |
| --------------------------------------------------------- | --------------------------------------------------------- | --------------------------------------------------------- | --------------------------------------------------------- | --------------------------------------------------------- |
| Parti                                                     | Parti                                                     | Candidat                                                  | Votes                                                     | %                                                         |
|                                                           | Républicain                                               | Doug Collins (sortant)                                    | 256 535                                                   | 100 %                                                     |
|                                                           | Les Républicains conservent                               |                                                           |                                                           |                                                           |

### 2018
| Élection de 2018 du 9e district congressionnel de Géorgie | Élection de 2018 du 9e district congressionnel de Géorgie | Élection de 2018 du 9e district congressionnel de Géorgie | Élection de 2018 du 9e district congressionnel de Géorgie | Élection de 2018 du 9e district congressionnel de Géorgie |
| --------------------------------------------------------- | --------------------------------------------------------- | --------------------------------------------------------- | --------------------------------------------------------- | --------------------------------------------------------- |
| Parti                                                     | Parti                                                     | Candidat                                                  | Votes                                                     | %                                                         |
|                                                           | Républicain                                               | Doug Collins (sortant)                                    | 224 412                                                   | 79,51                                                     |
|                                                           | Démocrate                                                 | Josh McCall                                               | 57 823                                                    | 20,49                                                     |
| Total des votes                                           | Total des votes                                           | Total des votes                                           | 282 235                                                   | 100 %                                                     |
|                                                           | Les Républicains conservent                               |                                                           |                                                           |                                                           |

### 2020
| Élection de 2020 du 9e district congressionnel de Géorgie | Élection de 2020 du 9e district congressionnel de Géorgie | Élection de 2020 du 9e district congressionnel de Géorgie | Élection de 2020 du 9e district congressionnel de Géorgie | Élection de 2020 du 9e district congressionnel de Géorgie |
| --------------------------------------------------------- | --------------------------------------------------------- | --------------------------------------------------------- | --------------------------------------------------------- | --------------------------------------------------------- |
| Parti                                                     | Parti                                                     | Candidat                                                  | Votes                                                     | %                                                         |
|                                                           | Républicain                                               | Andrew Clyde                                              | 292 750                                                   | 78,58                                                     |
|                                                           | Démocrate                                                 | Devin Pandy                                               | 79 797                                                    | 21,42                                                     |
| Total des votes                                           | Total des votes                                           | Total des votes                                           | 372 547                                                   | 100 %                                                     |
|                                                           | Les Républicains conservent                               |                                                           |                                                           |                                                           |

### 2022
| Primaire Républicaine de 2022 du 9e district congressionnel de Géorgie | Primaire Républicaine de 2022 du 9e district congressionnel de Géorgie | Primaire Républicaine de 2022 du 9e district congressionnel de Géorgie | Primaire Républicaine de 2022 du 9e district congressionnel de Géorgie | Primaire Républicaine de 2022 du 9e district congressionnel de Géorgie |
| ---------------------------------------------------------------------- | ---------------------------------------------------------------------- | ---------------------------------------------------------------------- | ---------------------------------------------------------------------- | ---------------------------------------------------------------------- |
| Parti                                                                  | Parti                                                                  | Candidat                                                               | Votes                                                                  | %                                                                      |
|                                                                        | Républicain                                                            | Andrew Clyde (sortant)                                                 | 90 535                                                                 | 76,4                                                                   |
|                                                                        | Républicain                                                            | Benjamin Souther                                                       | 17 922                                                                 | 15,1                                                                   |
|                                                                        | Républicain                                                            | Michael Boggus                                                         | 4 230                                                                  | 3,6                                                                    |
|                                                                        | Républicain                                                            | J. Gregory Howard                                                      | 3 463                                                                  | 2,9                                                                    |
|                                                                        | Républicain                                                            | John London                                                            | 2 359                                                                  | 2,0                                                                    |

| Primaire Démocrate de 2022 du 9e district congressionnel de Géorgie | Primaire Démocrate de 2022 du 9e district congressionnel de Géorgie | Primaire Démocrate de 2022 du 9e district congressionnel de Géorgie | Primaire Démocrate de 2022 du 9e district congressionnel de Géorgie | Primaire Démocrate de 2022 du 9e district congressionnel de Géorgie |
| ------------------------------------------------------------------- | ------------------------------------------------------------------- | ------------------------------------------------------------------- | ------------------------------------------------------------------- | ------------------------------------------------------------------- |
| Parti                                                               | Parti                                                               | Candidat                                                            | Votes                                                               | %                                                                   |
|                                                                     | Démocrate                                                           | Michael Ford                                                        | 21 434                                                              | 100 %                                                               |

| Élection de 2022 du 9e district congressionnel de Géorgie | Élection de 2022 du 9e district congressionnel de Géorgie | Élection de 2022 du 9e district congressionnel de Géorgie | Élection de 2022 du 9e district congressionnel de Géorgie | Élection de 2022 du 9e district congressionnel de Géorgie |
| --------------------------------------------------------- | --------------------------------------------------------- | --------------------------------------------------------- | --------------------------------------------------------- | --------------------------------------------------------- |
| Parti                                                     | Parti                                                     | Candidat                                                  | Votes                                                     | %                                                         |
|                                                           | Républicain                                               | Andrew Clyde (sortant)                                    | 212 820                                                   | 72,4                                                      |
|                                                           | Démocrate                                                 | Michael Ford                                              | 81 318                                                    | 27,6                                                      |
| Total des votes                                           | Total des votes                                           | Total des votes                                           | 294 138                                                   | 100 %                                                     |
|                                                           | Les Républicains conservent                               |                                                           |                                                           |                                                           |

### 2024
| Primaire Républicaine de 2024 du 9e district congressionnel de Géorgie | Primaire Républicaine de 2024 du 9e district congressionnel de Géorgie | Primaire Républicaine de 2024 du 9e district congressionnel de Géorgie | Primaire Républicaine de 2024 du 9e district congressionnel de Géorgie | Primaire Républicaine de 2024 du 9e district congressionnel de Géorgie |
| ---------------------------------------------------------------------- | ---------------------------------------------------------------------- | ---------------------------------------------------------------------- | ---------------------------------------------------------------------- | ---------------------------------------------------------------------- |
| Parti                                                                  | Parti                                                                  | Candidat                                                               | Votes                                                                  | %                                                                      |
|                                                                        | Républicain                                                            | Andrew Clyde (sortant)                                                 | 71 224                                                                 | 76,4                                                                   |

| Primaire Démocrate de 2024 du 9e district congressionnel de Géorgie | Primaire Démocrate de 2024 du 9e district congressionnel de Géorgie | Primaire Démocrate de 2024 du 9e district congressionnel de Géorgie | Primaire Démocrate de 2024 du 9e district congressionnel de Géorgie | Primaire Démocrate de 2024 du 9e district congressionnel de Géorgie |
| ------------------------------------------------------------------- | ------------------------------------------------------------------- | ------------------------------------------------------------------- | ------------------------------------------------------------------- | ------------------------------------------------------------------- |
| Parti                                                               | Parti                                                               | Candidat                                                            | Votes                                                               | %                                                                   |
|                                                                     | Démocrate                                                           | Tambrei Cash                                                        | 16 654                                                              | 100 %                                                               |

| Élection de 2024 du 9e district congressionnel de Floride | Élection de 2024 du 9e district congressionnel de Floride | Élection de 2024 du 9e district congressionnel de Floride | Élection de 2024 du 9e district congressionnel de Floride | Élection de 2024 du 9e district congressionnel de Floride |
| --------------------------------------------------------- | --------------------------------------------------------- | --------------------------------------------------------- | --------------------------------------------------------- | --------------------------------------------------------- |
| Parti                                                     | Parti                                                     | Candidat                                                  | Votes                                                     | %                                                         |
|                                                           | Républicain                                               | Andrew Clyde (sortant)                                    | 271 062                                                   | 69,0                                                      |
|                                                           | Démocrate                                                 | Michael Ford                                              | 121 754                                                   | 31,0                                                      |
| Total des votes                                           | Total des votes                                           | Total des votes                                           | 392 816                                                   | 100 %                                                     |
|                                                           | Les Républicains conservent                               |                                                           |                                                           |                                                           |